# Judensau

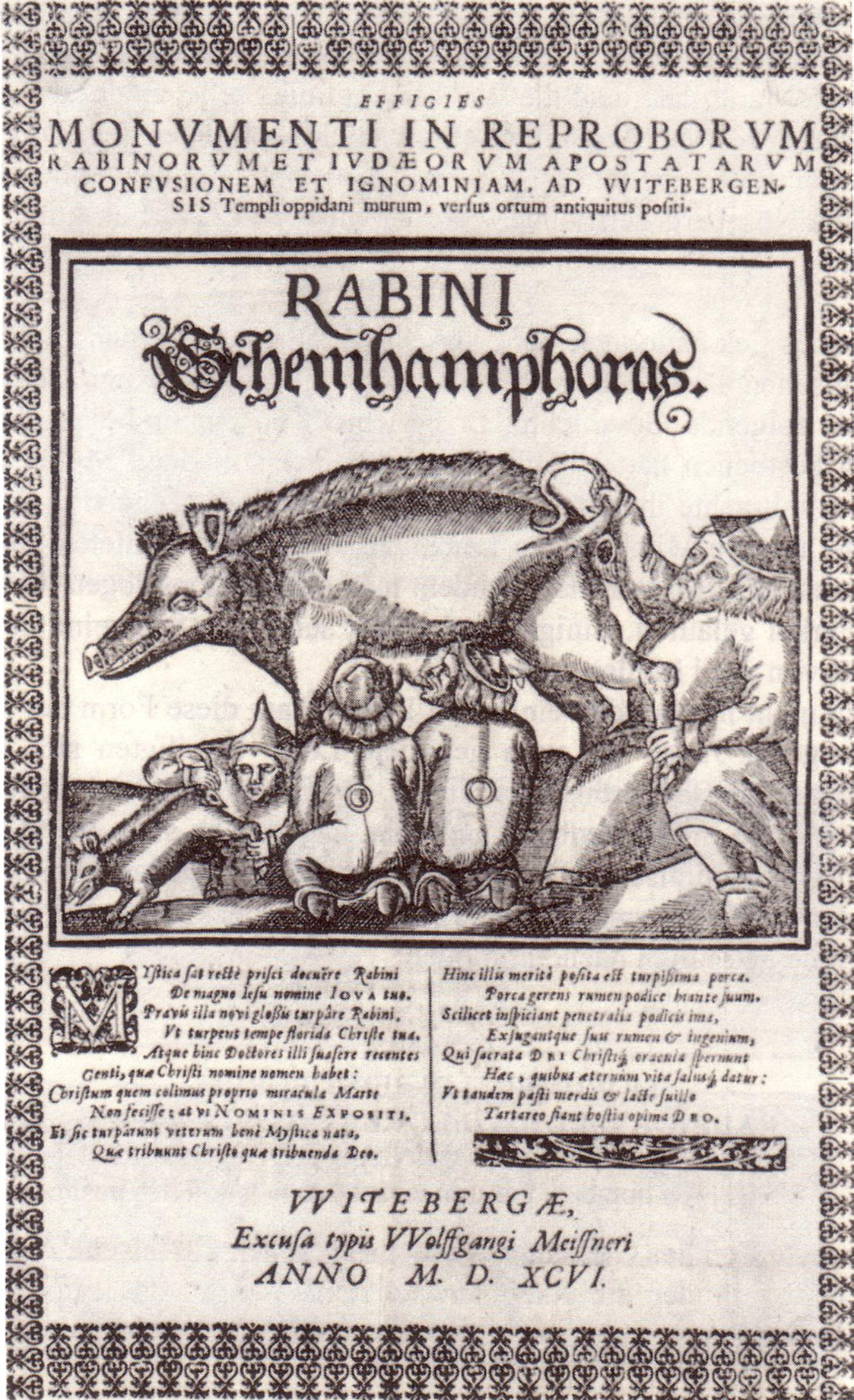
Grabado con la Judensau de Wittenberg, 1596.

Las palabras alemanas Judensau (cuya traducción es ‘cerda judía’) y Judenschwein (‘cerdo judío’) describen una iconografía antisemita de origen medieval, que representa despectivamente y deshumaniza a los judíos. Era en la antigüedad un motivo frecuente del arte cristiano antijudío y de caricaturización antisemita. La comparación con un cerdo se emplea para aumentar la humillación contra los judíos, debido a que esta carne es considerada impura (en hebreo tame) además de ser un tabú alimenticio.
Las imágenes de la Judensau se pueden documentar a partir del siglo XIII y fueron elaboradas principalmente en las regiones centro-europeas. El motivo se encuentra en forma de relieve o escultura en aproximadamente 30 iglesias y otros edificios de la Europa central. Además, a partir del siglo XV, este tema fue utilizado para una forma de caricatura maligna que aparece en panfletos u otros medios con el objeto de mofarse de los judíos ante el público. A partir del siglo XIX, la palabra fue empleada también como insulto antijudío. Los nazis adaptaron la imagen a su causa y cambiaron la palabra original por el insulto Saujude, que usaron como improperio, para denunciar públicamente, humillar y amenazar a las personas de origen judío en sus campañas antisemitas. Hoy en día, usar la palabra Judensau es un delito penado en Alemania, Austria y Suiza.

## El motivo artístico medieval y su recepción

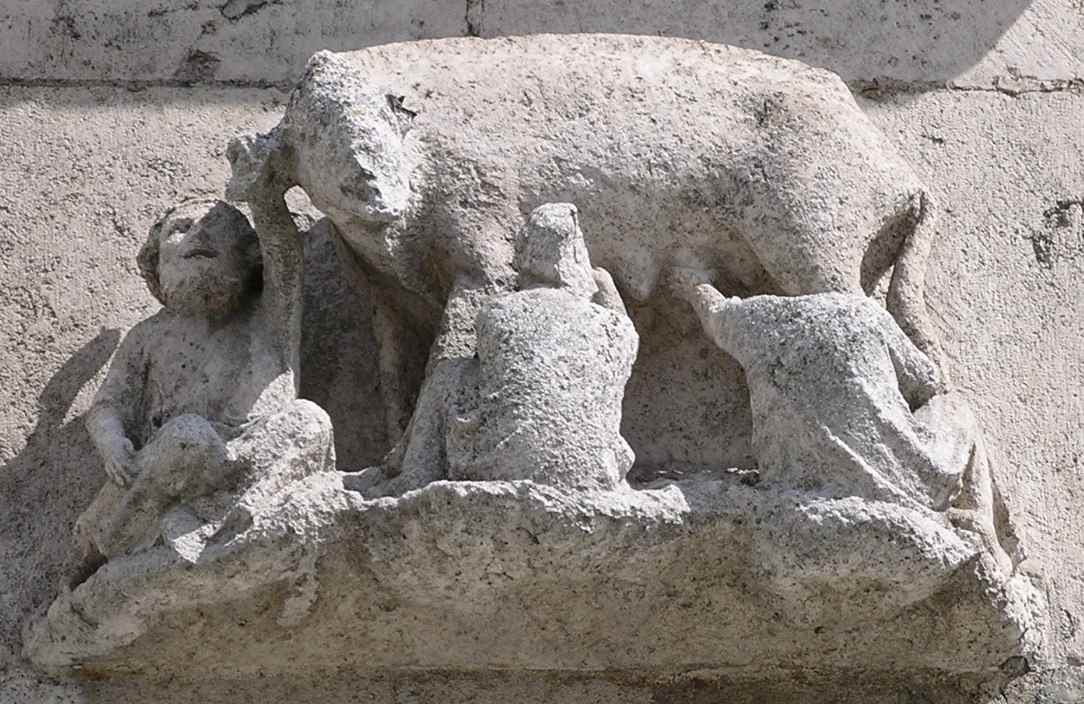
Judensau en la catedral de San Pedro en Ratisbona (Regensburg).

La imagen medieval de una Judensau representa hombres y cerdos en contacto. Las figuras humanas muestran características típicas de la vestimenta judía, como por ejemplo el sombrero judío: pileum cornutum, o el «anillo amarillo», una marca discriminatoria que tenían que llevar obligatoriamente los judíos medievales. En la versión más representada, se ven las personas debajo de la puerca mamando de sus ubres, con la misma posición que tienen los lechones. En otras imágenes, las personas se encuentran sobre el cerdo, con su cara mirando hacia el ano, del cual sale orina u otros excrementos. En otras representaciones, los supuestos judíos abrazan y besan a los cerdos.

### Difusión
En algunos sitios todavía se pueden ver esculturas e imágenes de la Judensau en piedra, sobre todo en iglesias. Muchas de ellas están tan deterioradas que es difícil identificar el motivo; algunas fueron redescubiertas recientemente. En la investigación realizada por Isaiah Shachar en el año 1974, así como en otras fuentes, se mencionan los lugares siguientes de aparición:
| Ciudad                               | País     | Edificio                                                                 | Representación |
| ------------------------------------ | -------- | ------------------------------------------------------------------------ | --- |
| Aarschot                             | Bélgica  | Iglesia de Nuestra Señora (Onze-Lieve-Vrouwekerk)                        | Parecido |
| Bad Wimpfen                          | Alemania | Iglesia de San Pedro (Stiftskirche St. Peter)                            | Gárgola |
| Basilea                              | Suiza    | Catedral de Basilea (Basler Münster)                                     | Difuminado en la actualidad |
| Bayreuth                             | Alemania | Iglesia Municipal (Stadtkirche)                                          | Difuminado en la actualidad |
| Brandenburg an der Havel             | Alemania | Catedral de Brandeburgo (Brandenburger Dom)                              | Claustro |
| Cadolzburg (Fürth)                   | Alemania | Castillo de Cadolz                                                       | En el portal |
| Calbe                                | Alemania | Iglesia de San Esteban (St.-Stephani-Kirche)                             | Gárgola |
| Colmar                               | Francia  | Colegiata de San Martín (Collégiale Saint-Martin de Colmar)              | Dos representaciones, una de ellas una gárgola |
| Eberswalde                           | Alemania | Iglesia de Santa María Magdalena                                         | |
| Erfurt                               | Alemania | Catedral de Érfurt (Erfurter Dom)                                        | |
| Fráncfort del Meno                   | Alemania | Torre del puente antiguo (Alte Brücke)                                   | Difuminado en la actualidad |
| Freising                             | Alemania | Catedral de Freising (Freisinger Dom)                                    | Difuminado en la actualidad. Podía leerse «So wahr die Maus die Katz nit frißt, wird der Jud ein wahrer Christ», es decir, en español: «Tan cierto como el ratón se come al gato, el judío es un verdadero cristiano». |
| Gniezno                              | Polonia  | Catedral                                                                 | |
| Heiligenstadt                        | Alemania | Capilla de Santa Ana                                                     | |
| Heilsbronn                           | Alemania | Monasterio-Catedral (Heilsbronner Münster)                               | |
| Kelheim                              | Alemania | Farmacia Municipal                                                       | Difuminado en la actualidad |
| Colonia                              | Alemania | Catedral de Colonia (Kölner Dom)                                         | |
| Colonia                              | Alemania | Iglesia de San Severin                                                   | Sillería, difuminado en la actualidad |
| Lemgo                                | Alemania | Iglesia de Santa María                                                   | |
| Magdeburgo                           | Alemania | Catedral de Magdeburgo                                                   | |
| Metz                                 | Francia  | Catedral San Esteban de Metz (Cathédrale Saint-Étienne de Metz)          | |
| Núremberg                            | Alemania | Iglesia de San Sebaldo                                                   | |
| Ratisbona (Regensburg)               | Alemania | Catedral de Ratisbona (Regensburger Dom)                                 | |
| Salzburgo                            | Austria  | Torre del Ayuntamiento (Rathausturm)                                     | Difuminado en la actualidad |
| Spalt (Franconia Media)              | Alemania | Casa privada                                                             | |
| Spalt, Theilenberg (Franconia Media) | Alemania | Torre de la iglesia                                                      | |
| Wiener Neustadt, Viena               | Austria  | Anteriormente, en la casa del Hauptplatz N° 16; hoy, en el museo[¿cuál?] | |
| Wittenberg                           | Alemania | Iglesia de Santa María (Stadtkirche)                                     | |
| Upsala                               | Suecia   | Catedral de Upsala                                                       | |
| Xanten                               | Alemania | Catedral Xantener Dom                                                    | |
| Zerbst                               | Alemania | Iglesia de San Nicolás Nikolaikirche                                     | |

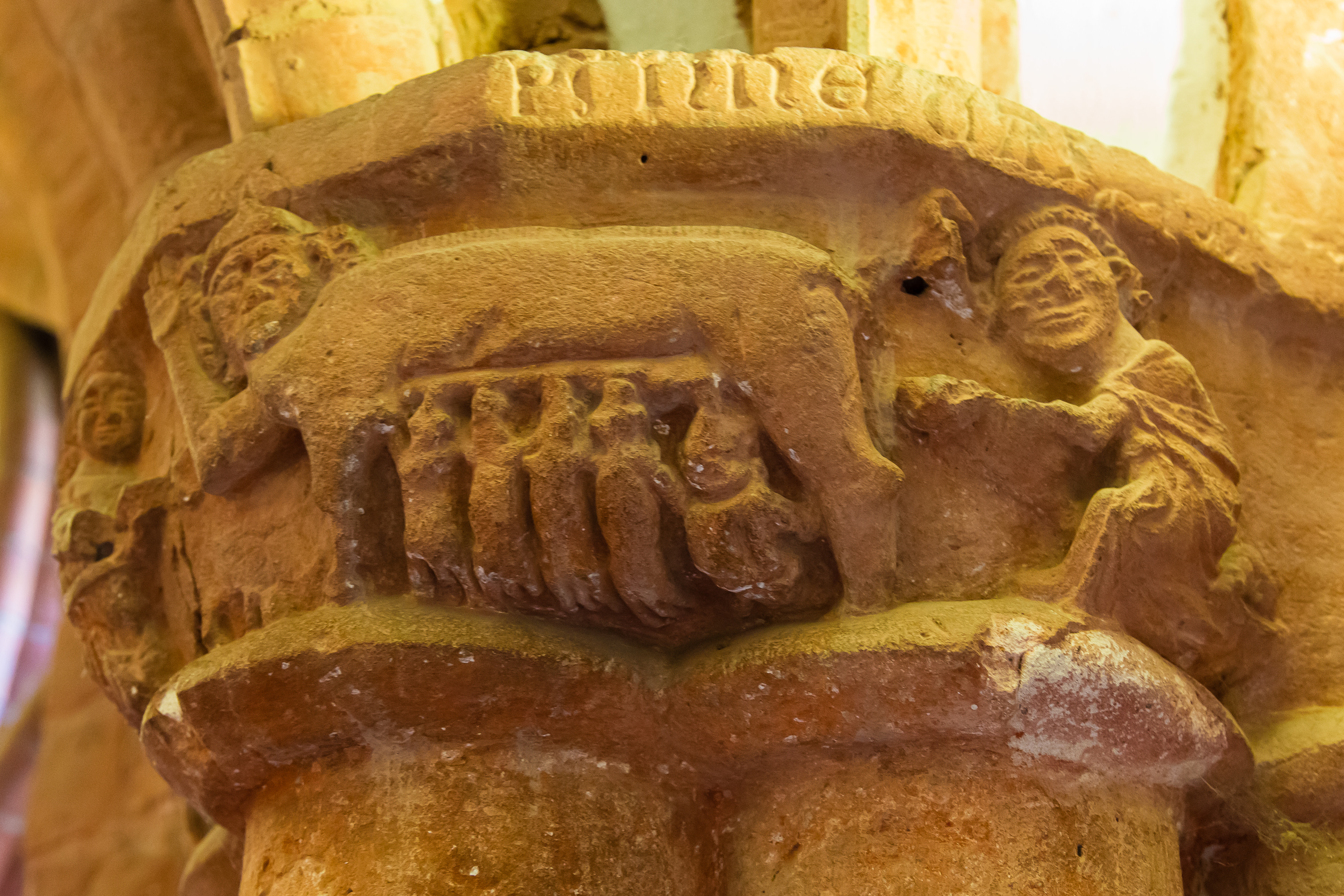
Imagen más antigua de la Judensau en la catedral de Brandeburgo, claustro occidental.

La representación más antigua conocida data aproximadamente de 1230 y está en un capitel en el claustro de la catedral de Brandeburgo. Esta Judensau representa una mezcla entre un ser humano (judío) y un cerdo; es la única versión existente de este tipo. Los ejemplos de Lemgo, Xanten, Eberswalde, Bad Wimpfen y Magdeburgo pertenecen igualmente al siglo XIII. Según el investigador Shachar, las imágenes de Heiligenstadt, de la catedral de Colonia, de Metz, Ratisbona (Regensburg), Upsala, Gniezno, Colmar y Nordhausen datan del siglo XIV. Las representaciones restantes de la lista pertenecen al siglo XV. Se sabe que anteriormente existían más imágenes en la catedral de Freising, en Fráncfort del Meno, en la torre del Ayuntamiento de Salzburgo y en Kelheim (la Judensau de allí era de 1519).
Se puede señalar que los testimonios más antiguos de esta iconografía se encuentran en arquitecturas religiosas; en el siglo XV la imagen fue más difundida y se halla también en edificios seculares, como en el Ayuntamiento de Salzburgo. En algunas de las iglesias se pueden pedir a los encargados descripciones, explicaciones y comentarios sobre las obras correspondientes, para que se entienda el contexto de las representaciones.

### Interpretación
La iconografía de la Judensau —sobre todo a partir del siglo XV— puede interpretar como una forma temprana de sátira antijudía. En psicología social, la investigadora Angelika Plum, considera que este tipo de imagen responde a tres funciones básicas:
- Ridiculizar a los judíos ante la burla de la gente en general al exhibir sus supuestos comportamientos típicos, cuyo fundamento no es otra cosa que una serie de prejuicios antijudíos.
- Consolidar tales prejuicios e incentivar la separación y segregación de los judíos o actuar indirectamente en su contra.
- Atacar o herir a los judíos en sus creencias y posible autoafirmación religiosa.

Ridiculizantes y crueles, estas imágenes combinan una relación íntima entre hombre y el animal, mostrando escenas de excreción y procesos de digestión. Esta combinación fue establecida, según Matthias Beimel, para conseguir la difamación de los representados a través de utilizar imaginería extrema y una simbología que enfatiza un supuesto carácter típico. La obscenidad de estas imágenes que sugieren bestialismo causa en el observador reacciones emocionales intensas, tales como asco, vergüenza y odio.
En este sentido, la imagen de la Judensau intentaba ultrajar públicamente a los judíos y de la manera más vejante posible, además de humillarles y segregarles de la sociedad humana. Para conseguirlo, se representaron dos contravenciones religiosas. Así, la Torá (Lev 11,7) prohíbe a los judíos el consumo de la carne de algunos animales, entre ellos la carne de cerdo, e incluso su leche. Estos alimentos se consideran impuros —no son kósher—. Por otro lado, en la Biblia (Ex. 22,18: Todo el que peque con bestia, morirá.), la intimidad entre hombre y animal —la denominada zoofilia— se estima como una perversión muy grave y un crimen mortal desde la moral religiosa. De este modo, al observador de la Judensau se le ofrece una imagen del judío compuesta adrede y de la peor forma posible. El fundamento de esta imaginería es quitarle al judío, y ante los ojos del mundo, su dignidad humana, un valor siempre estimado en el judaísmo. La aparencia entre Dios y hombre —Dios lo creó a su imagen (Gén. 1,27)—, le distingue de las otras criaturas, que le sirven y cuyas vidas tiene que conservar, pero que no debe confundir con una deidad (Gén. 1-2).
El motivo de la Judensau expresa y crea una distancia social con respecto a la minoría judía, generando un estigma social. Es por ello que la Judensau constituye una expresión antijudía y también una incipiente forma de antisemitismo.

### Origen y cambio de significado
En la tradición bíblica, el cerdo simboliza la impureza y el pecado, que el hombre tiene que superar, porque Dios lo creó a su imagen. El cerdo se menciona en algunas partes de la Biblia. Según el Evangelio de San Marcos (Mk. 5,1-20), Jesús sacó a los espíritus inmundos y los hace entrar en una piara de puercos, los cuales —enloquecidos— se ahogan en el mar. En la Segunda epístola de Pedro (2,22) se dice a los que se alejan de la creencia cristiana:

Les ha sucedido lo de aquel proverbio tan cierto: «el perro vuelve a su vómito» y «la puerca lavada, a revolcarse en el cieno».

En este caso, la reorientación hacia el judaísmo se compara con el comportamiento de perros y cerdos. También algunos Padres de la Iglesia insultaron a los judíos como cerdos, de forma igual como a los heréticos; ya Juan Crisóstomo ha empleado esta difamación en sus ocho sermones en el año 388 refiriéndose a una misa judía en la sinagoga.
Con la adaptación de los catálogos helenísticos de virtudes y vicios, la teología cristiana formó a partir del siglo V una lista con los siete pecados capitales: Los dos últimos —gula y lujuria— fueron representados en imágenes junto con un cerdo. De esta forma se personifica a los impuros y a los pecadores.
Antes del siglo IX, estas contravenciones humanas servían para realizar una comparación alegórica, pero no fueron identificados con los judíos. En su enciclopedia De universo de 847, Rabanus Maurus comparó judíos y cerdos, porque, según él, heredan a sus hijos del mismo modo su inmoderación impía y su impudicia. Se refirió a la «imprecación» en Mateo (Mateo 27,25: «¡Su sangre sobre nosotros y sobre nuestros hijos!»). Aquí, los judíos, al igual que los cerdos, fueron una alegoría para los vicios, para advertir a los cristianos sobre ellos con imágenes drásticas. De este modo se utilizaron igualmente los monjes y los monos para ilustrar el pecado de la «inconstancia».
Las esculturas en las iglesias de la Alta Edad Media simbolizan el ascenso del cristianismo a la ideología dominante, comparando la vencedora Ecclesia (representando la Iglesia) con la perdedora Sinagoga (representando el judaísmo). En la catedral de Estrasburgo, por ejemplo, la Sinagoga —esculpida sobre 1230— fue representada por una figura femenina bella de porte noble. Sus ojos cubiertos con una venda simbolizan la ceguera de la incredulidad, sin burlarse de los judíos. Las primeras esculturas de la Judensau del principio del siglo XIII han formado una imagen negativa de los judíos, pero no era su intención burlarse del judaísmo: Los judíos servían como ejemplo moral para todos los pecadores. Siendo así, ya las imágenes más tempranas de la Judensau (hacia 1230) indican una similitud comparando judío y cerdo, y muestran una mezcla curiosa entre el humano y el puerco. Este tipo de comparación fue establecida durante el cuarto concilio de Letrán en el año 1215, en el cual la iglesia ordena la opresión y la centralización de los judíos en barrios separados (juderías o guetos).
Desde entonces, la religión del judaísmo fue menos apreciada y empezó a ser objeto de insultos y burlas. Esto muestran los motivos de esta época. En la sillería de la catedral de Erfurt se puede observar el conflicto entre las religiones en forma de un torneo tallado a principios del siglo XV, en el cual la Ecclesia monta un caballo, mientras que la Sinagoga se encuentra sobre un cerdo. El capitel de un pilar en la ciudad flamenca de Aarschot varía este motivo: En este caso el judío está sobre un cabrón. Este animal fue además un símbolo representativo del diablo, así que fue más allá de lo que se entiende como una burla satírica.

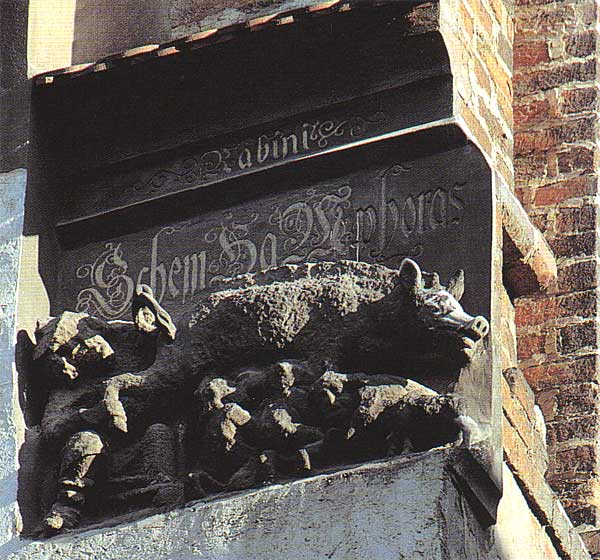
Judensau en la iglesia municipal de Wittenberg.

El relieve de la Judensau en la iglesia municipal de Wittenberg (esculpido sobre 1440) representa una imagen perversa burlesca, que quería causar asco y repugnancia. «El judío» aparece ahora como una criatura. Este motivo tiene además el título de Schem Ha Mphoras (hebreo el nombre verdadero), que relaciona el nombre de Dios a un animal impuro. Para un judío creyente significa una blasfemia enorme. Esto muestra claramente, que a finales de la Edad Media el originalmente simple contraste entre las dos religiones cristiana y judía se convirtió en un desdén completo hacia el judaísmo en todos los campos de la vida diaria.
Desde 1517, la Iglesia del Palacio fue el lugar para las prédicas de Martín Lutero y además fue el origen de la Reforma Protestante. Su libelo difamatorio antijudío de 1546 llevaba el título Vom Schem Hamphoras. Und vom Geschlecht Christi (Sobre el Schem Hamphoras. Y sobre la descendencia de Cristo) y en este libelo, Lutero describe el relieve de Wittenberg así:

Hinter der Saw stehet ein Rabin, der hebt der Saw das rechte Bein empor, und mit seiner lincken hand zeucht er den pirtzel uber sich, bückt und kuckt mit grossem vleis der Saw unter dem pirtzel in den Thalmud hinein, als wolt er etwas scharffes und sonderlichs lesen und ersehen.
Edición de Weimar (Weimarer Ausgabe) Vol. 53, pp. 600ss;

Detrás de la puerca, se encuentra un rabino, que levanta la pata derecha de la puerca y con su mano izquierda agarra el rabo y mira debajo del rabo dentro del Talmud, como si quisiera leer y ver algo agudo y especial.

edición original de la "Schem Hamphoras" de Lutero (texto completo, en alemán)

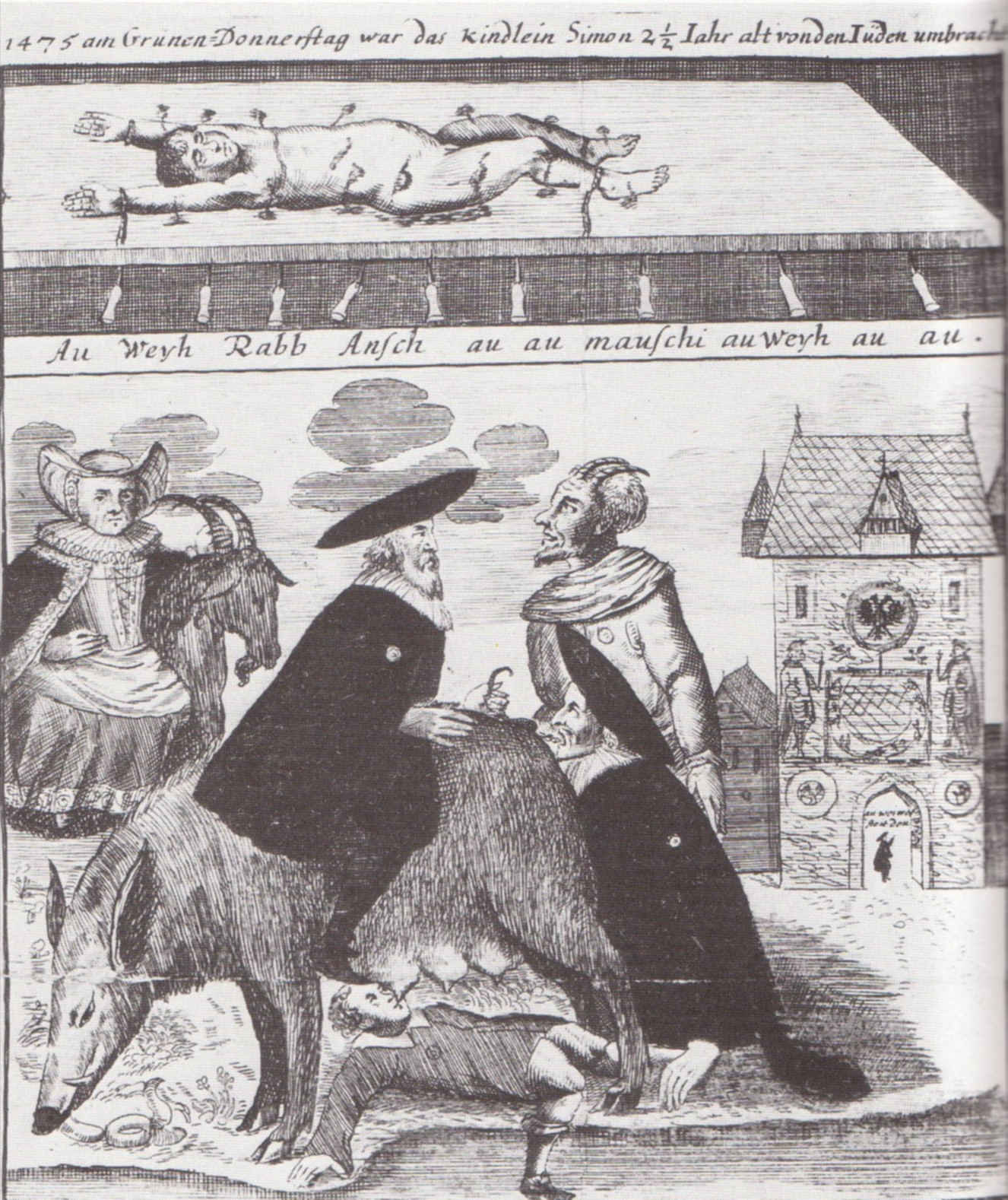
Grabado del de la Judensau de Fráncfort

En esta cita, Lutero relaciona la Judensau con el Talmud y se burla de los Rabinos, su exégesis de la Biblia, así como del Judaísmo en su totalidad. Él se negó a cualquier diálogo teológico con los judíos y no aceptaba su tradición autónoma.
Se consideraba muy provocante una representación de una Judensau en Fráncfort (Frankfurter Judensau). Fue una pintura mural, de 1475 aproximadamente en la torre del antiguo puente (Alten Brückenturm) en Fráncfort del Meno cercano a la "calleja judía" Frankfurter Judengasse. Hasta que la torre del puente fue derribada en 1801, fue una atracción turística de la ciudad. Representaba a un rabino, sentado sobre una puerca. Debajo de ella, se encontraba un judío joven, otro estaba al lado del trasero del animal; detrás de la cerda se veía al diablo y a una judía sobre un cabrón, en el que se puede ver otro símbolo del diablo. Encima de esta imagen se representaba el cuerpo mutilado de Simón de Trento, el cual sufrió presuntamente un asesinato ritual ejecutado por judíos. Debajo se podría leer:

Saug du die Milch, friß du den Dreck,

Das ist doch euer best Geschleck.

Chupa la leche, come el barro,

Esto es lo mejor que coméis.

Esta imagen quería implicar que los judíos fueron más parecidos a los animales y al diablo que a los humanos. La relación entre el motivo de la Judensau y el asesinato ritual quería provocar un pogromo. Este tipo de iconografía fue difundida, con algunas variaciones, en grandes cantidades impresas como grabados o xilografías. En las obras impresas, el diablo frecuentemente tiene una supuesta fisonomía judía y lleva el "anillo amarillo judío" (Judenring).

### Baja Edad Moderna: testimonios impresos

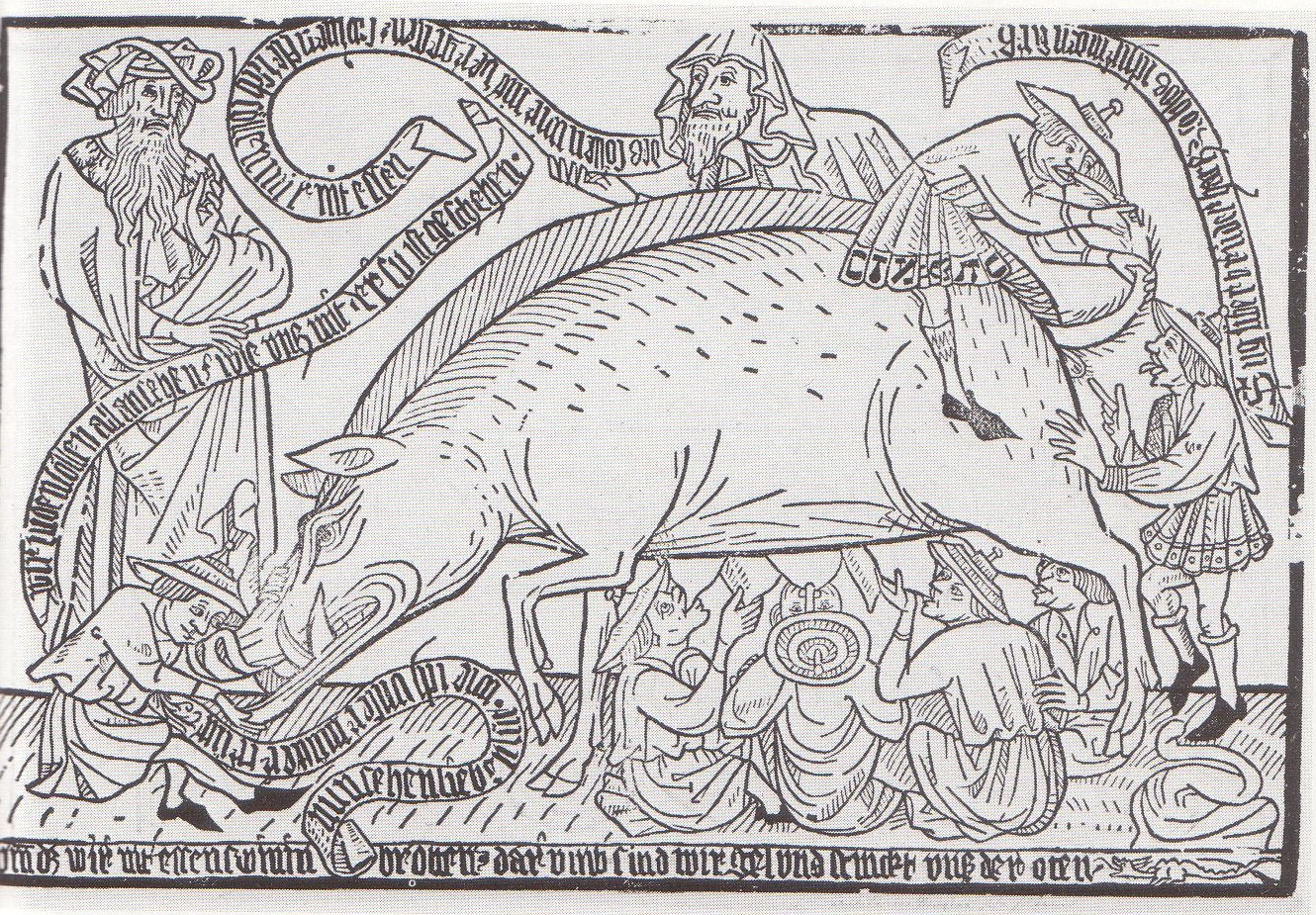
Representación sacada de un libro xilográfico (Blockbuch) del.

Desde la invención de la imprenta tipográfica, la proliferación de más imágenes difamatorias de la Judensau fue en aumento y aparece frecuentemente en libros y libelos, especialmente durante la época de la Reforma. Además se encuentra esta iconografía sobre las denominadas Judenspottmedaille (medallas de burla judía) del siglo XVI.
El motivo también se empleó en la literatura alemana en forma de una obra de teatro carnavalesca, escrita por Hans Folz en el siglo XV, lo que demuestra la aceptación social de este motivo. En la obra Ein spil von dem herzogen von Burgland (una obra sobre el duque del Burgenland, Keller Núm. 1) se propone al final de la misma un castigo para los judíos:

Ich sprich, das man vor allen ding

Die allergrost schweinsmuter pring,

Darunter sie sich schmiegen all

Saug ieder tutten mit schall;

Der Messias lig unter dem schwanz!

Digo, que antes de todo

hay que traer a una puerca grande

debajo todos se acuestan

y chupan las tetas con fuerza

¡El mesías se encuentra debajo del rabo!

La relación asociativa entre judíos, puerca y diablo fue finalmente incluida en la representación de su apariencia física. Al cuerpo humano se añadieron caricaturizando orejas de cerdo, pies de cabrón y cuernos. Un panfleto antijudío del año 1571 muestra en su tapa personas judías con el anillo amarillo, que tienen características de animal, como pezuñas diabólicas, uñas animales o patas de cuervo, además de caras de cerdos con cuernos de cabra o de ciervo. Uno de estos representa a un prestidigitador con gaita cabalgando sobre una puerca, que come sus propios excrementos.
En los siglos XVII y XVIII, las representaciones de la Judensau de Wittenberg y de Fráncfort del Meno fueron muy populares. Se imprimieron en varios libros y se utilizaron para la propaganda antijudía de la época. En el siglo XIX todavía se encuentran imágenes que relacionaban los judíos con los cerdos, sobre todo en las artes gráficas.

## Propaganda antisemita a partir del siglo XIX

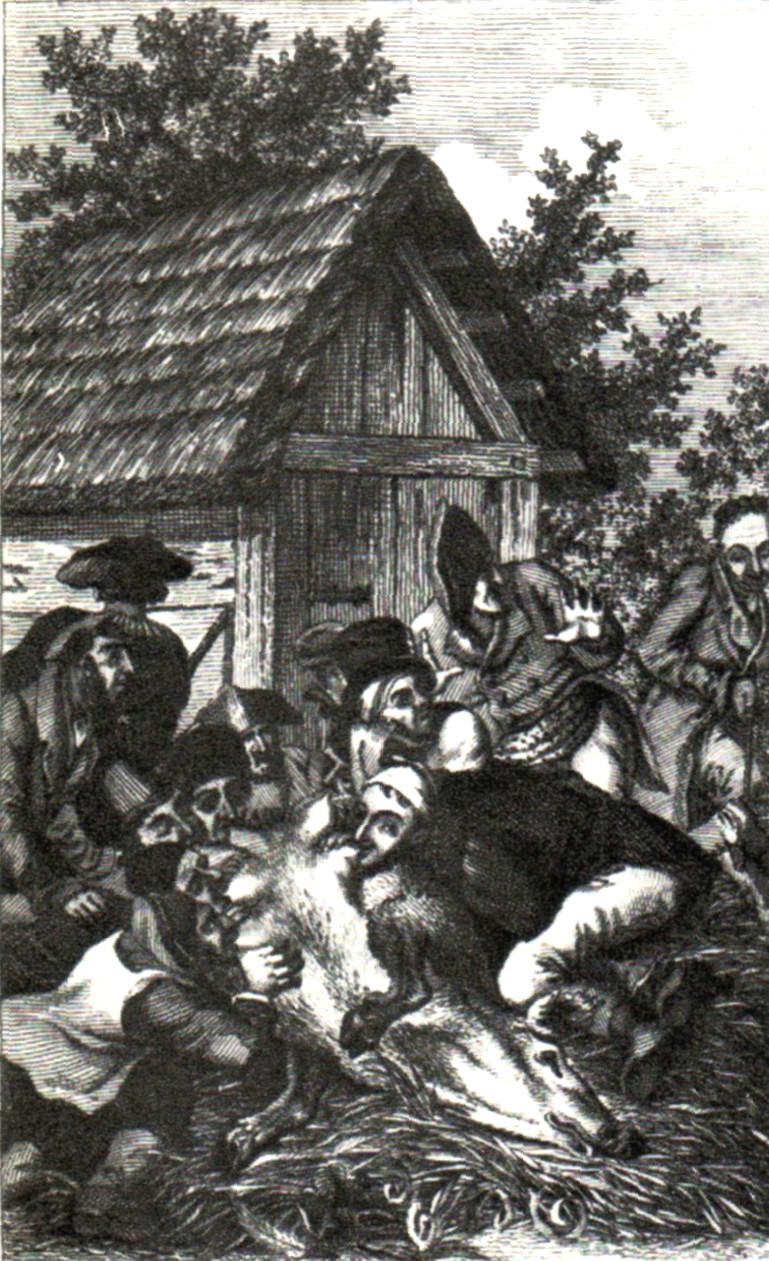
La Judensau en un libro antisemita de 1822.

En el siglo XIX, la propaganda antijudía prosiguió y fue difundida por más medios. Esta daba por sentado una asociación ya establecida entre cerdo y judío, que fue consolidándose por los testimonios pictóricos anteriormente descritos. En el Imperio alemán, la tradición de caricaturas antisemitas aumentó en el contexto con la emancipación judía entre 1870 y 1890.
No está seguro desde cuándo se empezó a utilizar el insulto verbal de Judensau. En la literatura especial sobre representaciones medievales no se menciona ni aparece como entrada en el diccionario alemán (Deutsches Wörterbuch) de los hermanos Grimm del año 1877. A partir de la Revolución de noviembre de 1918, el nacional socialismo utilizó esta palabra en Alemania para denunciar públicamente a los «criminales de noviembre» (Novemberverbrecher). En este contexto, desde 1920 se cantaba mucho una canción nacional en las mesas de tertulia (Stammtisch), la cual incitaba contra el ministro de Asuntos Exteriores de la República de Weimar Walther Rathenau:

Knallen die Gewehre – tak, tak, tak

Aufs schwarze und aufs rote Pack.

Auch Rathenau, der Walther,

Erreicht kein hohes Alter,

Knallt ab den Walther Rathenau,

Die gottverdammte Judensau!
 Truenan los fusiles - tac,tac,tac

disparan a la jauría negra y roja

Igual Rathenau, Walther

No conseguirá una edad elevada,

la maldita Judensau 

Rathenau fue asesinado a tiros en plena calle en 1922.
Los nazis reactivaron el estereotipo antijudío, conocido y establecido en el pueblo desde la Edad Media, y lo utilizaron para la preparación ideológica del Holocausto. A partir de 1923, la revista antisemita Der Stürmer continuaba la tradición de las caricaturas antisemitas. Estos dibujos combinaban motivos religiosos con otros pornográficos y racistas; además seguían e intensificaban la relación entre Judensau y los asesinatos rituales, «sanguijuelas» en su sentido figurado y el diablo, una relación establecida desde hace siglos por la Iglesia. Con esta tradición como fondo, se inventaron imágenes desfiguradas de los judíos representando personas con dientes torcidos, uñas de animales, con saliva cayendo de los labios y miradas codiciosas, que sedujeron y «envenenaron» una multitud de chicas jóvenes rubias. Este tipo de imagen se refería a la Rassenschande (deshonra de la raza), y se empleó en este contexto la frase «chupar la raza aria». En una caricatura de la revista Der Stürmer de abril de 1934, aparece una imagen de la Judensau, simbolizando el supuesto poder judío en los medios. En esta imagen, la puerca atravesada por una horquilla representa los Juden-Literatur-Verlage (editores de literatura judía), y debajo pone: Wenn die Sau tot ist müssen auch die Ferkel verrecken. (Muerta la cerda, los lechones también estiran la pata.). Los «lechones» representados son entre otros: Albert Einstein, Magnus Hirschfeld, Alfred Kerr, Thomas Mann y Erich Maria Remarque.
De este modo, la caricatura trataba sucesos actuales y los adaptaba en forma de una «caricatura personal tipificada», basándose en un supuesto carácter típico de todos los judíos, lo cual tiene su origen en su cultura, su religión y la raza. Su función era muy diferente de las otras caricaturas políticas del siglo XIX. Estas iban dirigidas a los gobernantes, y querían explicar y aclarar las relaciones políticas complejas; las otras se dirigían a una minoría y querían difamarla y presentarla como «culpable de todo» o chivo expiatorio.
Con la persecución sistemática de los judíos, así como el boicoteo de tiendas judías (a partir del 1 de abril de 1933), y las leyes de Núremberg (Gesetze zum Schutz des deutschen Blutes, ‘Leyes para proteger la sangre alemana’) de 1935, la propaganda difamatoria aumentó. Las leyes prohibieron contactos sexuales entre judíos y los otros alemanes. Los hombres no-judíos fueron castigados con prisión, las mujeres no-judías fueron humilladas públicamente como Judenhure ('prostituta judía'), y tenían que llevar un cartel con una inscripción como esta:

Ich bin am Ort das größte Schwein und lass mich nur mit Juden ein.
En este lugar, soy la cerda más grande y sólo me lío con judíos.

## El insulto en la actualidad
Debido a la experiencia existente durante el transcurso de la historia, es de notar que las palabras Judensau y Saujude pertenecen a ofensas claras según el derecho penal actual en los países de germanoparlantes como Alemania, Austria y Suiza. Es así que en algunas ocasiones se pueden oír, como por ejemplo en partidos de fútbol internacionales, a los fanáticos llamar de este modo a futbolistas o árbitros de origen judío o israelí.
De este modo, esta palabra se emplea similarmente para insultar a los extranjeros (xenofobia), pero en otros casos todavía se utiliza para insultar a los judíos. Siguen cometiéndose delitos antisemitas y algunos recurren a la imagen de la Judensau. Entre estos delitos antisemitas se encuentra la profanación de tumbas o monumentos judíos. A finales de 1989, se pintó la palabra Sau-Jude encima de la losa sepulcral de Bertolt Brecht y de su mujer Helene Weigel, que era de origen judío. En la noche del 20 de abril de 1992, el cumpleaños de Adolf Hitler, unos neonazis tiraban una cabeza de cerdo en el jardín de la sinagoga de Erfurt. El monumento a los judíos deportados en Berlín-Grunewald fue profanado en octubre de 1993 con cabezas de cerdos. En octubre de 1998, algunos neonazis decoraron un lechón con una estrella de David y el nombre del comerciante, político y líder judío alemán Ignatz Bubis y lo expusieron al público en el Alexanderplatz de Berlín. Este tipo de ofensa se dirige generalmente no sólo contra los judíos alemanes, sino contra todos los judíos en general. De este modo, como difamación colectiva, se puede hablar ya del delito de “amotinamiento del pueblo”. De este delito fue acusado Meir Mendelssohn, quien había profanado la tumba de Ignatz Bubis y que en un teatro de Berlín (Berliner Volksbühne) había animado al público el 22 de noviembre de 1999 a decir la palabra Judensau normal y de forma natural:

... das Wort Judensau zu sagen, ganz normal und ganz natürlich.

También en el mundo árabe, se encuentran antisemitas que utilizan esta imagen como difamación de los judíos. Se refieren en estos casos al Corán (suras 2,64-67; 5,61; 7,161-167), en las que Alá transformó supuestamente a los judíos en monos y cerdos. La interpretación exacta de estos versos es muy discutida. No está claro si existe una relación con el motivo europeo de la Judensau. Algunos musulmanes antisemitas alemanes emplean también esta palabra.

## Representaciones históricas de laJudensau
Hoy en día existe una polémica sobre si las representaciones de la Judensau deben ser borradas o han de conservarse como testigos históricos. Mientras que los conservadores del patrimonio nacional y los históricos prefieren conservarlos y explicarlos en su contexto histórico arquitectónico, hay críticos que consideran que su conservación representa un conflicto antisemita. El debate permanece abierto.
Algunas representaciones fueron borradas directamente después de la Segunda Guerra Mundial. Por ejemplo, en 1945 se borró la Judensau de la farmacia municipal en Kelheim, lo que fue probablemente un orden de un oficial del ejército estadounidense.

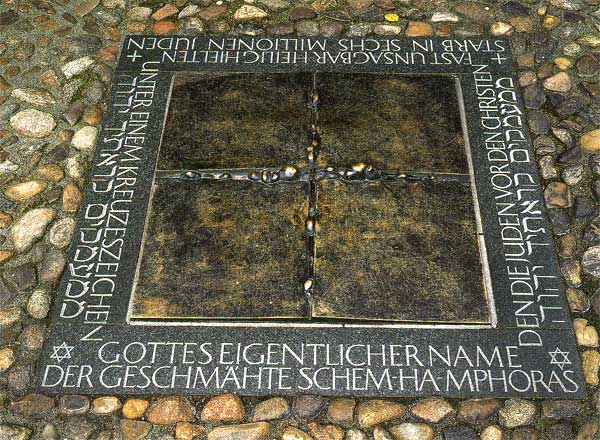
Monumento a los judíos al sureste de la iglesia municipal de Wittenberg.

En otros casos, se explicó la representación con una tabla adjunta. El escultor Wieland Schmiedel de Crivitz en Mecklemburgo diseñó en 1988 una placa conmemorativa para el consistorio de la iglesia municipal de Wittenberg, que se colocó bajo el relieve de la Judensau. Esta placa quiere mostrar las consecuencias de odio a los judíos: la Shoa. Representa una Biblia sellada con alambre de espino en forma de una cruz; está rodeada de un verso del salmo 130,1 en escritura hebrea: "Desde lo más profundo grito a ti, Yahveh". Se añadieron unas palabras del autor berlinés Jürgen Rennert:

Gottes eigentlicher Name, der geschmähte Schem Ha Mphoras, den die Juden vor den Christen fast unsagbar heilig hielten, starb in sechs Millionen Juden unter einem Kreuzeszeichen.
 El nombre verdadero de Dios, el difamado Schem Ha Mphoras, que los judíos han estimado mucho como santo antes de los cristianos, ha muerto dentro de seis millones de judíos debajo del signo de la cruz.

El 24 de abril de 1990, la Iglesia evangélica de Berlín-Brandeburgo adaptó esta idea y recomendó en su declaración sinodal:

Sofern die Kunstwerke an ihrer Stelle verbleiben, sollte der Betrachter durch Hinweise […] auf Schuld und Betroffenheit der Kirche aufmerksam gemacht und zu neuer Sicht angeleitet werden.
 Si los objetos artísticos se conservan en su lugar, el observador deberá ser informado sobre la culpa y la consternación de la iglesia y será instruido para verlo desde un nuevo punto de vista.

Sin embargo, no existen en la actualidad muchas placas recordatorias en las iglesias. Las que existen -según los defensores de los judíos- no son lo suficientemente explicativas. Prefieren borrar las representaciones, y para conseguirlo se convocó a una manifestación en el año 2002 en Colonia, durante la cual el artista contemporáneo Wolfram Kastner ha tematizado el motivo de la Judensau en la catedral, denominándolo un Modellfall für die Produktion von Gewaltbildern in unseren Köpfen (caso modélico para producir imágenes violentas en nuestras cabezas; este concepto es de Marten Marquardt ).
El mismo artista atacó en 2005 en Ratisbona a los responsables cuando presentaron por primera vez una placa conmemorativa al lado de la escultura que existe allí, la cual ya está muy dañada por la erosión. El diseño y la inscripción de la placa fue un compromiso entre la Diócesis de Ratisbona, el Ministerio de Educación de Alemania y la Organización regional de feligresías israelitas en Baviera. La inscripción dice:

Die Skulptur als steinernes Zeugnis einer vergangenen Epoche muss im Zusammenhang mit ihrer Zeit gesehen werden. Sie ist in ihrem antijüdischen Aussagegehalt für den heutigen Betrachter befremdlich.
 La escultura como testimonio pétreo de una época pasada ha de entenderse en el contexto de su tiempo. Su contenido antijudío puede extrañar a un observador de hoy.

 Kastner quería incluir en este texto un indicio para manifestar la culpa cristiana, pero falló por no tener la aprobación eclesiástica.
La Iglesia evangélica alemana colocó en 2005 en Bayreuth una placa con la inscripción siguiente:

Unkenntlich geworden ist das steinerne Zeugnis des Judenhasses an diesem Pfeiler. Für immer vergangen sei alle Feindseligkeit gegen das Judentum.
 Este testimonio pétreo del odio a lo judío está casi borrado en este pilar. Que la hostilidad contra el judaísmo quede borrada para siempre.